# Okręgowe ligi polskie w piłce nożnej (1933)

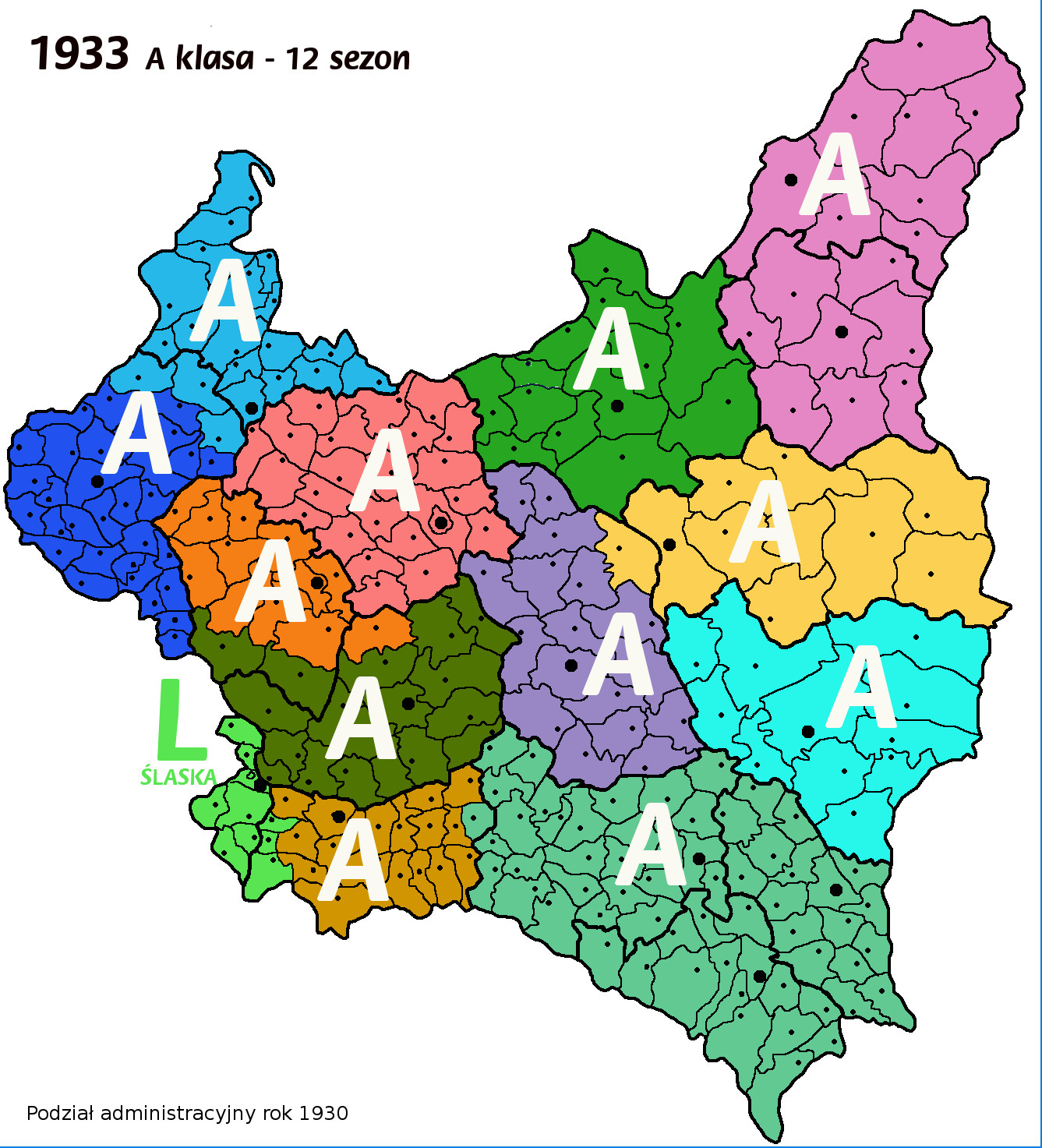
1933 rok A klasa

Okręgowe rozgrywki w piłce nożnej w sezonie 1933 odbywały się w 13 okręgach, a ich najwyższym poziomem była klasa A. Mistrzowie okręgów spotykali się w eliminacjach walcząc o awans do Ligi.
| Poziomy rozgrywkowe w sezonie 1933 | Poziomy rozgrywkowe w sezonie 1933 | Poziomy rozgrywkowe w sezonie 1933 | Poziomy rozgrywkowe w sezonie 1933 |
| Rozgrywki                          | P                                  | Nazwa                              | Nazwa                              |
| ---------------------------------- | ---------------------------------- | ---------------------------------- | ---------------------------------- |
| Centralne                          | I                                  | Liga                               | Liga                               |
| Okręgowe (13 okręgów)              | II                                 | A Klasa (12 okręgów)               | Liga Śląska (1 okręg)              |
| Okręgowe (13 okręgów)              | III                                | B klasa                            | A klasa                            |
| Okręgowe (13 okręgów)              | IV                                 | C klasa                            | B klasa                            |
| Okręgowe (13 okręgów)              | V                                  |                                    | C klasa                            |

## Rozgrywki okręgowe

### Mistrzostwa Klasy A Białostockiego OZPN
- mistrz: WKS 76 pp Grodno

GRUPA I
| Poz. | Drużyna               | M | Z | R | P | Bramki | Punkty |
| ---- | --------------------- | - | - | - | - | ------ | ------ |
| 1    | ŻKS Białystok         | 6 | 5 | 1 | 0 | 22-5   | 11     |
| 2    | Jagiellonia Białystok | 6 | 2 | 2 | 2 | 15-10  | 6      |
| 3    | Makabi Grodno         | 6 | 2 | 0 | 4 | 5-10   | 4      |
| 4    | Hapoel Białystok      | 6 | 1 | 1 | 4 | 8-25   | 3      |

GRUPA II
| Poz. | Drużyna          | M | Z | R | P | Bramki | Punkty |
| ---- | ---------------- | - | - | - | - | ------ | ------ |
| 1    | WKS 76 PP Grodno | 6 | 5 | 1 | 0 | 34-7   | 11     |
| 2    | Cresovia Grodno  | 6 | 1 | 3 | 2 | 8-19   | 5      |
| 3    | Kraft Grodno     | 6 | 2 | 1 | 3 | 8-19   | 5      |
| 4    | Makabi Suwałki   | 6 | 1 | 1 | 4 | 7-19   | 3      |

FINAŁ
| Lp. | Mecz                            | Wynik |
| --- | ------------------------------- | ----- |
| 1   | WKS 76 PP Grodno: ŻKS Białystok | 2:1   |
| 2   | ŻKS Białystok: WKS 76 PP Grodno | 1:3   |

OSTATECZNA KLASYFIKACJA
| Lp. | Drużyna                                |
| --- | -------------------------------------- |
| 1   | WKS 76 PP Grodno                       |
| 2   | ŻKS Białystok                          |
| 3-4 | Cresovia Grodno, Jagiellonia Białystok |
| 5-6 | Kraft Grodno, Makabi Grodno            |
| 7-8 | Makabi Suwałki, Hapoel Białystok       |

- Po sezonie sekcja piłki nożnej Cresovi oraz WKS 76 PP Grodno połączyły się tworząc klub WKS Grodno
- Z powodu zwolnienia miejsca przez Cresovię nie rozegrano dwumeczu o pozostanie w klasie A.
- Z powodu wycofania Cresovi nikt nie spadł, awansował ŁKS Łomża.
- Po sezonie zespół Makabi Grodno został przesunięty do grupy II A klasy.

### Mistrzostwa Klasy A Kieleckiego OZPN
- mistrz: Naprzód Lipiny

### Mistrzostwa Klasy A Krakowskiego OZPN
- mistrz: Olsza Kraków

### Mistrzostwa Klasy A Lubelskiego OZPN
- mistrz: Strzelec Siedlce

GRUPA LUBELSKA
| Poz. | Drużyna         | M | Z    | R    | P    | Bramki | Punkty |
| ---- | --------------- | - | ---- | ---- | ---- | ------ | ------ |
| 1    | WKS Unia Lublin | 6 | b.d. | b.d. | b.d. | b.d.   | 7      |
| 2    | AZS Lublin      | 6 | b.d. | b.d. | b.d. | b.d.   | 7      |
| 3    | WKS 7 PP Chełm  | 6 | b.d. | b.d. | b.d. | b.d.   | 7      |
| 4    | WKS Dęblin (b)  | 6 | b.d. | b.d. | b.d. | b.d.   | 5      |

- Nikt nie spadł do klasy B, awansował Hapoel Lublin.

GRUPA SIEDLECKA
| Poz. | Drużyna              | M | Z    | R    | P    | Bramki | Punkty |
| ---- | -------------------- | - | ---- | ---- | ---- | ------ | ------ |
| 1    | Strzelec Siedlce     | 4 | b.d. | b.d. | b.d. | b.d.   | b.d.   |
| 2    | WKS 9 PAC Siedlce    | 4 | b.d. | b.d. | b.d. | b.d.   | b.d.   |
| 3    | WKS 22 PP Siedlce II | 4 | b.d. | b.d. | b.d. | b.d.   | b.d.   |

- Spadek WKS 22 PP Siedlce II, WKS 9 PAC Siedlce, awansował KS 22 Strzelec II Siedlce.

MECZ O AWANS

Baraże zwyciężył Strzelec Siedlce: WKS Unia Lublin (brak wyniku).
- Od następnego sezonu powrót do jednej grupy A klasy składającej się z 6 drużyn.

### Mistrzostwa Klasy A Lwowskiego OZPN
- mistrz: Polonia Przemyśl

GRUPA I
| Poz. | Drużyna              | M  | Z    | R    | P    | Bramki | Punkty | Uwagi                  |
| ---- | -------------------- | -- | ---- | ---- | ---- | ------ | ------ | ---------------------- |
| 1    | Polonia Przemyśl     | 10 | b.d. | b.d. | b.d. | 27-12  | 16     | walka o awans          |
| 2    | Resovia Rzeszów      | 10 | b.d. | b.d. | b.d. | 23-9   | 13     | walka o klasę okręgową |
| 3    | Drugi Sokół Lwów     | 10 | b.d. | b.d. | b.d. | 19-18  | 12     | walka o klasę okręgową |
| 4    | Hasmonea Lwów        | 10 | b.d. | b.d. | b.d. | 11-12  | 11     | walka o klasę okręgową |
| 5    | Ognisko Jarosław (b) | 10 | b.d. | b.d. | b.d. | 19-21  | 7      | walka o klasę okręgową |
| 6    | Oldboye Lwów         | 10 | 0    | 1    | 9    | 8-35   | 1      | walka o klasę okręgową |

GRUPA II
| Poz. | Drużyna            | M  | Z    | R    | P    | Bramki | Punkty | Uwagi                  |
| ---- | ------------------ | -- | ---- | ---- | ---- | ------ | ------ | ---------------------- |
| 1    | Lechia Lwów        | 12 | b.d. | b.d. | b.d. | 42-12  | 20     | walka o awans          |
| 2    | Świteź Lwów        | 12 | b.d. | b.d. | b.d. | 18-19  | 14     | walka o klasę okręgową |
| 3    | Ukraina Lwów       | 12 | b.d. | b.d. | b.d. | 28-26  | 12     | walka o klasę okręgową |
| 4    | Pogoń 1b Lwów      | 12 | b.d. | b.d. | b.d. | 22-2   | 12     | walka o klasę okręgową |
| 5    | Rewera Stanisławów | 12 | b.d. | b.d. | b.d. | 16-23  | 11     | walka o klasę okręgową |
| 6    | Pogoń Stryj        | 12 | b.d. | b.d. | b.d. | 13-25  | 10     | walka o klasę okręgową |
| 7    | Biały Orzeł Lwów   | 10 | b.d. | b.d. | b.d. | 17-30  | 5      | walka o klasę okręgową |

MECZE O AWANS do ELIMINACJI

Polonia Przemyśl: Lechia Lwów 1;1, 2:2, 2:0.
- Polonia awansowała do eliminacji o Ligę, Lechia dołączy do grupy walczącej o klasę okręgową.

GRUPA WALCZĄCA O KLASĘ OKRĘGOWĄ
- Zaliczono wyniki meczów w rozgrywkach grupowych (nie licząc wyników z Polonią Przemyśl).
- Zespoły rozgrywały mecze tylko z drużynami z przeciwnej grupy.

| Poz. | Drużyna              | M  | Z    | R    | P    | Bramki | Punkty | Uwagi                      |
| ---- | -------------------- | -- | ---- | ---- | ---- | ------ | ------ | -------------------------- |
| 1    | Lechia Lwów          | 22 | b.d. | b.d. | b.d. | 61-27  | 30     | awans do klasy okręgowej   |
| 2    | Resovia Rzeszów      | 22 | b.d. | b.d. | b.d. | 47-27  | 29     | awans do klasy okręgowej   |
| 3    | Ukraina Lwów         | 22 | b.d. | b.d. | b.d. | 54-40  | 25     | awans do klasy okręgowej   |
| 4    | Pogoń 1b Lwów        | 22 | b.d. | b.d. | b.d. | 43-33  | 25     | awans do klasy okręgowej   |
| 5    | Ognisko Jarosław (b) | 22 | b.d. | b.d. | b.d. | 57-50  | 25     | awans do klasy okręgowej   |
| 6    | Świteź Lwów          | 22 | b.d. | b.d. | b.d. | 37-40  | 25     | awans do klasy okręgowej   |
| 7    | Drugi Sokół Lwów     | 22 | b.d. | b.d. | b.d. | 45-46  | 24     | awans do klasy okręgowej   |
| 8    | Rewera Stanisławów   | 22 | b.d. | b.d. | b.d. | 30-36  | 24     | do Stanisławowoskiego OZPN |
| 9    | Hasmonea Lwów        | 22 | b.d. | b.d. | b.d. | 32-38  | 23     | awans do klasy okręgowej   |
| 10   | Pogoń Stryj          | 22 | b.d. | b.d. | b.d. | 30-40  | 21     | spadek                     |
| 11   | Biały Orzeł Lwów     | 22 | b.d. | b.d. | b.d. | 49-49  | 15     | spadek                     |
| 12   | Oldboye Lwów         | 22 | b.d. | b.d. | b.d. | 7-82   | 1      | spadek                     |

- Rewera Stanisławów po sezonie przeniesie się do nowo utworzonego Stanisławowskiego OZPN, jej miejsce w lidze okręgowej zajmie spadkowicz z Ligi zespół Czarnych Lwów.
- Polonia Przemyśl nie awansowała do ligi i w przyszłym sezonie wystąpi w lidze okręgowej.
- W następnym sezonie oprócz ligi okręgowej utworzono 4 grupy A klasy, ich zwycięzcy w barażach będą grać o awans do ligi okręgowej.

### Mistrzostwa Klasy A Łódzkiego OZPN
- mistrz: Union-Touring Łódź

### Mistrzostwa Klasy A Poleskiego OZPN
- mistrz: WKS 4 dsp Brześć

### Mistrzostwa Klasy A Pomorskiego OZPN
- mistrz: Polonia Bydgoszcz

| Poz. | Drużyna                    | M  | Z    | R    | P    | Bramki | Punkty |
| ---- | -------------------------- | -- | ---- | ---- | ---- | ------ | ------ |
| 1    | Polonia Bydgoszcz          | 12 | b.d. | b.d. | b.d. | 40-18  | 18     |
| 2    | Sokół I Bydgoszcz          | 12 | b.d. | b.d. | b.d. | 33-18  | 18     |
| 3    | PePeGe Grudziądz           | 11 | b.d. | b.d. | b.d. | 25-17  | 15     |
| 4    | Gryf Toruń                 | 12 | b.d. | b.d. | b.d. | 31-28  | 12     |
| 5    | Olimpia Grudziądz          | 11 | b.d. | b.d. | b.d. | 17-25  | 8      |
| 6    | Goplania Inowrocław (b)    | 9  | b.d. | b.d. | b.d. | 15-20  | 6      |
| 7    | Kabel Polski Bydgoszcz (b) | 10 | b.d. | b.d. | b.d. | 12-39  | 3      |

- Goplania Inowrocław dołączyła do rozgrywek w trakcie sezonu.
- Baraż o 1 miejsce Polonia Bydgoszcz: Sokół Bydgoszcz 1:0.
- Spadek Kabel Polski Bydgoszcz, z klasy B awansował TKS Toruń.

### Mistrzostwa Klasy A Poznańskiego OZPN
- mistrz: Legia Poznań

### Mistrzostwa Klasy A Śląskiego OZPN
- mistrz: Unia Sosnowiec

### Mistrzostwa Klasy A Warszawskiego OZPN
- mistrz: Polonia Warszawa (piłka nożna)

### Mistrzostwa Klasy A Wileńskiego OZPN
- mistrz: Śmigły Wilno

### Mistrzostwa Klasy A Wołyńskiego OZPN
- mistrz: Hasmonea Równe

## Eliminacje o I ligę
O wejście do Ligi walczyło 13 drużyn, podzielonych na 4 grupy. Do finału wchodziły tylko mistrzowie grup.

### Tabela grupy I
|   | Klub                           | M | Pkt | Z | R | P | Br+ | Br− | Uwagi |
| 1 | Polonia Warszawa (piłka nożna) | 6 | 10  | 5 | 0 | 1 | 31  | 5   |       |
| 2 | Legia Poznań                   | 6 | 9   | 4 | 1 | 1 | 19  | 6   |       |
| 3 | Union-Touring Łódź             | 6 | 3   | 0 | 2 | 4 | 3   | 30  |       |
| 4 | Polonia Bydgoszcz              | 6 | 2   | 1 | 1 | 4 | 5   | 17  |       |

Legenda:
|  | Awans do półfinału |

### Wyniki
```
Polonia Warszawa               xxx 5-1 1-0 9-0
Legia Poznań                   3-2 xxx 6-2 4-3
Union-Touring Łódź             0-2 2-2 xxx 1-0
Polonia Bydgoszcz              1-1 1-1 1-3 xxx
```

### Tabela grupy II
|   | Klub           | M | Pkt | Z | R | P | Br+ | Br− | Uwagi |
| 1 | Naprzód Lipiny | 4 | 7   | 3 | 1 | 0 | 21  | 4   |       |
| 2 | Unia Sosnowiec | 4 | 3   | 1 | 1 | 2 | 5   | 18  |       |
| 3 | Olsza Kraków   | 4 | 2   | 1 | 0 | 3 | 7   | 11  |       |

Legenda:
|  | Awans do półfinału |

### Wyniki
```
Naprzód Lipiny                 xxx 11-0 3-1
Unia Sosnowiec                 2-2 xxx 3-0
Olsza Kraków                   1-5 5-0 xxx
```

### Tabela grupy III
|   | Klub             | M | Pkt | Z | R | P | Br+ | Br− | Uwagi                         |
| 1 | Polonia Przemyśl | 4 | 7   | 3 | 1 | 0 | 11  | 2   |                               |
| 2 | Hasmonea Równe   | 4 | 5   | 2 | 1 | 1 | 7   | 7   |                               |
| 3 | Strzelec Siedlce | 4 | 0   | 0 | 0 | 4 | 2   | 11  | wycofał się podczas rozgrywek |

Legenda:
|  | Awans do półfinału |

### Wyniki
```
Polonia Przemyśl               xxx 3-0*3-0
Hasmonea Równe                 2-2 xxx 2-0
Strzelec Siedlce              *0-3 2-3 xxx
```

```
* Strzelec – Hasmonea 1-6 według FUJI, 2-3 według Radoń.
```

### Tabela grupy IV
|   | Klub             | M | Pkt | Z | R | P | Br+ | Br− | Uwagi |
| 1 | Śmigły Wilno     | 4 | 8   | 4 | 0 | 0 | 12  | 5   |       |
| 2 | WKS 4 dsp Brześć | 4 | 2   | 1 | 0 | 3 | 6   | 9   |       |
| 3 | WKS 76 pp Grodno | 4 | 2   | 1 | 0 | 3 | 5   | 9   |       |

Legenda:
|  | Awans do półfinału |

### Wyniki
```
Śmigły Wilno                   xxx 3-1 4-1
4 dyon samoch. panc. Brześć    2-3 xxx 2-3
76 p.p. Grodno                 1-2 0-1 xxx
```

## Półfinały
Polonia Warszawa (piłka nożna) – Polonia Przemyśl 3-0, 5-3

Śmigły Wilno – Naprzód Lipiny 0-1, 1-0, 4-2 (Mecz w Warszawie przerwany w 83 minucie)

## Finał
Polonia Warszawa (piłka nożna) – Śmigły Wilno 2-0, 3-1
KSP Polonia Warszawa zdobyła prawo do gry w I lidze w 1934.
Śmigły Wilno zmierzył się jeszcze z dwoma spadkowiczami I ligi: Garbarnią Kraków i Czarnymi Lwów w barażach o awans do I ligi, ale zajęła tylko 2 miejsce.